# Энгельс, Георг
Георг Энгельс (нем. Georg Engels; 1846–1907) — немецкий актёр.
Георг Энгельс родился в 1846 году. С 1870 года выступал в Берлине и по отзывам ряда критиков «был одним из лучших представителей блестящей поры легкой комедии» (Posse) в немецкой столице. 
Выступая в комических и характерных ролях драм из современной жизни, Георг Энгельс существенно способствовал успеху целого ряда пьес (например: «Haubenlerche», «Kollege Crampton» и др.).